# Tecnica Group
Die Tecnica Group ist eine italienische Holding. Zur Unternehmensgruppe gehören die Sportartikelhersteller Tecnica, Nordica, Blizzard, Lowa, Moon Boot und Rollerblade.

## Geschichte
Tecnica produzierte 1960 Arbeits- und Bergschuhe. 1973 wurde dann der erste Kunststoffskischuh mit dem Namen Tecnicus eingeführt. In den 1980er Jahren war Tecnica Marktführer bei Aprés-Skischuhen.
1985 wurde die Produktpalette um eine Outdoorkollektion ausgeweitet. 1989 wurde das Sortiment durch die Übernahme des Unternehmens Think Pink weiter ausgebaut.
1993 wurde der Ski- und Wanderschuhhersteller Lowa in die Tecnica Gruppe integriert. Im Jahr 1998 wurde Tecnica zur drittgrößten Wintersportgruppe weltweit durch den Kauf der Firma Dolomite.
Hotform und Rapid Acess waren zwei Marken der Gruppe, die 2002 eingeführt wurden. 2003 wurde Tecnica mit dem Kauf von Nordica zur größten Wintersportgruppe.
Seit Oktober 2006 gehört die österreichische Skimarke Blizzard zur Gruppe. Die Übernahme beinhaltete nicht nur die Markenrechte an Blizzard Ski, sondern auch die Produktionsstätten des Skiherstellers. Seit 2007 werden alle Ski der Gruppe im eigenen Werk in Mittersill gefertigt.

## Marken und Tochterunternehmen

### Tecnica

Logo der Marke Tecnica

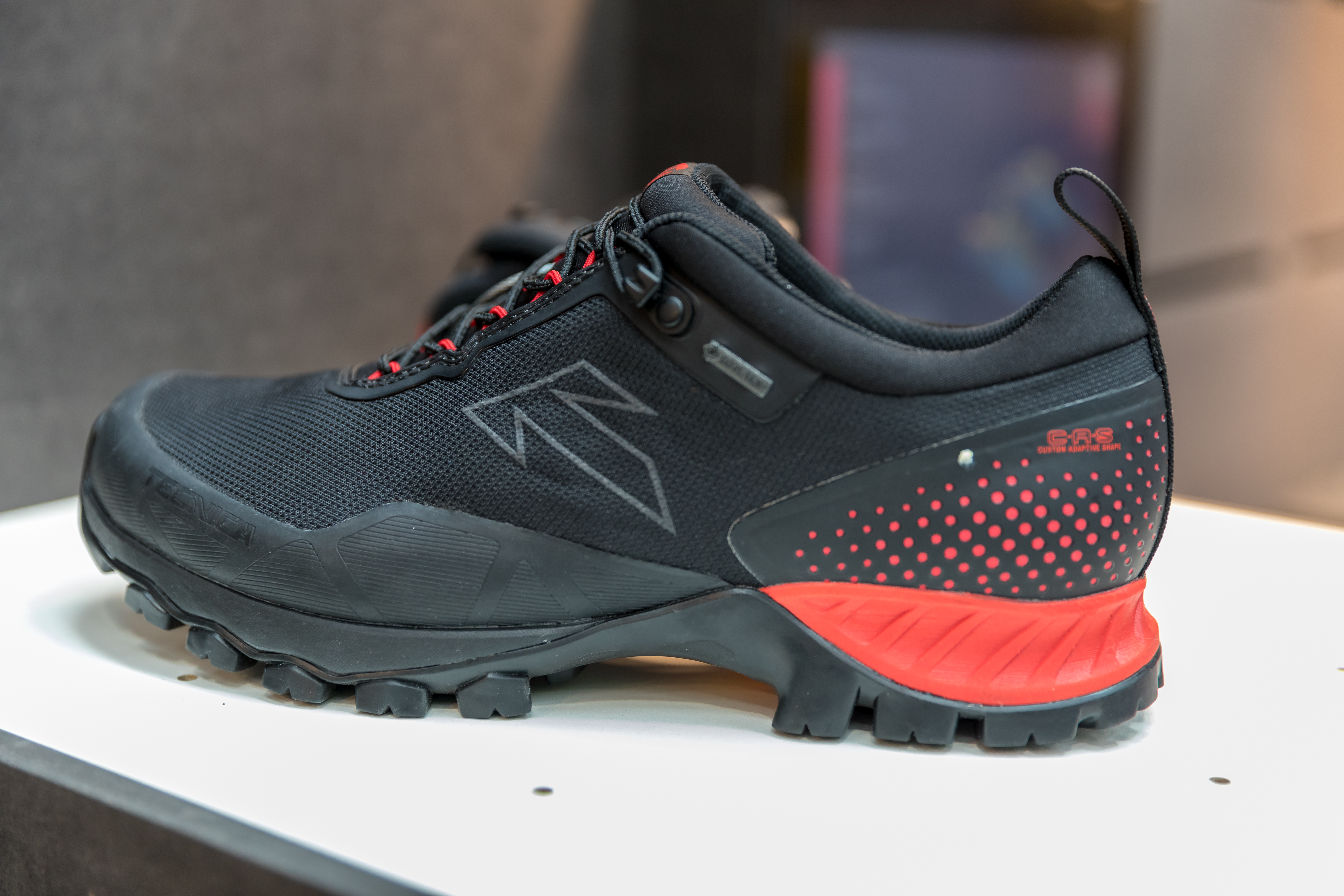
Wanderschuh der Marke Tecnica

Unter dem Markennamen Tecnica werden hauptsächlich Skischuhe produziert und vertrieben, außerdem sowohl Sport- und Laufschuhe als auch Winterschuhe.

### Nordica

Logo der Marke Nordica

Seit 2003 gehört das italienische Unternehmen Nordica zur Tecnica Group. Nordica ist auf die Entwicklung, Produktion und den Vertrieb von Skischuhen und Skiern spezialisiert.

### Blizzard

Logo der Marke Blizzard

Blizzard ist seit 2006 Teil der Gruppe und wird seit der Übernahme im Tecnica Group Vertriebsnetz mitbetreut. Produktabstimmungen zwischen Tecnica Skischuhen, Nordica und Blizzard Ski werden immer deutlicher.

### Lowa
Die Tecnica Group ist seit 1993 Mehrheitsaktionär des deutschen Sport- und Bergschuhherstellers Lowa Sportschuhe GmbH.

### Moon Boot

Logo der Marke Moon Boot

Eine Erfindung des Firmengründers Giancarlo Zanatta sind Winterstiefel der Marke Moon Boot, die sich sehr stark am ursprünglichen Design der Astronautenschuhe der ersten Mondlandung orientieren.

### Rollerblade
Rollerblade war lange Zeit der einzige Hersteller von Inlineskates und ist heute Weltmarktführer in diesem Bereich und eine Marke der Tecnica Group.

## Ehemalige Tochterunternehmen
Dolomite
Dolomite ist ein italienisches Unternehmen, das sich auf Wintersport spezialisiert hat. Gegründet wurde die Firma 1897. Unternehmenssitz ist Treviso. In der Tecnica Gruppe produzierte Dolomite Outdoor-Schuhe und Sportbekleidung wurden in Deutschland von der Lowa Sportschuhe GmbH vertrieben. 2015 wurde Dolomite an Scott Sports veräußert.
Nitro Snowboards
Das ehemalige Tochterunternehmen Nitro Snowboards produziert Snowboards und Wintersportartikel.